# Compassionate use
Compassionate use är ett begrepp inom sjukvård där  ännu icke godkända läkemedel eller medicinska ingrepp kan användas utanför kliniska prövningar. Syftet är att erbjuda tillgång till läkemedel för allvarligt sjuka patienter som inte kan ingå i aktuella studier.
Kriterierna för compassionate use kräver att:
- Den drabbade lider av ett allvarligt sjukdomstillstånd
- Tillfredsställande godkänd behandling saknas
- Den drabbades sjukdom omöjliggör deltagande i aktuella studier
- Behandlingens dokumentation stöder att den förmodade nyttan med behandlingen är acceptabel i förhållande till riskerna